# Nekrolog 4. Quartal 1998
Nekrolog
◄◄
| ◄
| 1994
| 1995
| 1996
| 1997
| 1998 | 1999 | 2000 | 2001 | 2002 | ► | ►►
1. Quartal |
2. Quartal |
3. Quartal |
4. Quartal 1998
Weitere Ereignisse | Allgemeiner Nekrolog 1998
Die Beschreibung der verstorbenen Person sollte so kurz wie möglich gehalten sein und nur deren signifikante Tätigkeit(en) enthalten.
Neue Namen ggf. auch unter dem Geburts- und Sterbedatum, also etwa unter 1. Januar und im Geburts- und Sterbejahr (2024) eintragen (nur bei entsprechender großer Wichtigkeit). Für Beispiele siehe die schon vorhandenen Artikel.
Außerdem über die fünf zuletzt Verstorbenen, zu denen es einen ausreichend guten Artikel für eine Präsentation auf der Hauptseite gibt, nach der todesbedingten Überarbeitung der Artikel ggf. auch unter Wikipedia Diskussion:Hauptseite informieren und sie am besten auch in den anderen Wikipedia-Sprachversionen eintragen. Tipp: Regelmäßig bei news.google.de nach „ist tot“, „gestorben“ oder „verstorben“ suchen.
Wenn eine Person gestorben ist, gibt es viele Seiten zu dieser Person in der Wikipedia, die davon auch betroffen sind und entsprechend aktualisiert werden müssen. Beispiele: Namenübersichtsseite, Geburtsjahr, Geburtsort-Seiten und viele mehr.
Wie finde ich die betroffenen Seiten?
Im Suchfeld auf der linken Seite gibt man den Suchbegriff so ein: „Vorname Nachname“. Dann klickt man auf Volltext und alle Seiten mit entsprechendem Suchtext werden aufgerufen. Hier sieht man dann schnell, wo auch das Todesjahr Sinn macht oder sogar ein Teil des Artikels angepasst werden muss. Auch hilft das „Werkzeug“ auf der linken Seite sehr gut, um solche Seiten aufzufinden: „Links auf diese Seite“. Somit ist die Wikipedia wieder aktuell in allen Bereichen! Hinweis: bei Eintragung der Kategorie „Gestorben JAHR“ wird der Missbrauchsfilter 49 ausgelöst, was jedoch nicht schlimm ist. Siehe: Spezial:Missbrauchsfilter/49
Dies ist eine Liste von im vierten Quartal 1998 verstorbenen bekannten Persönlichkeiten. Die Einträge erfolgen innerhalb der einzelnen Daten alphabetisch sortiert. Tiere sind im Nekrolog für Tiere zu finden.

## Oktober
| Tag         | Name                              | Beruf, bekannt als                                                                                       | Alter | Beleg |
| ----------- | --------------------------------- | --- | ----- | ----- |
| 1. Oktober  | Pauline Julien                    | kanadische Sängerin und Schauspielerin                                                                   | 70    |       |
| 1. Oktober  | Sjur Lindebrække                  | norwegischer Jurist und Politiker, Mitglied des Storting                                                 | 89    |       |
| 1. Oktober  | Irina Melik-Gaikasjan             | sowjetische bzw. russische Physikerin und Hochschullehrerin                                              | 76    |       |
| 1. Oktober  | Vladimir Ossipoff                 | US-amerikanischer Architekt                                                                              | 90    |       |
| 1. Oktober  | Gabriel Sandu                     | rumänischer Fußballspieler                                                                               | 45    |       |
| 1. Oktober  | Erika Vogel                       | deutsche Journalistin                                                                                    | 90    |       |
| 2. Oktober  | Gene Autry                        | US-amerikanischer Country-Sänger und Schauspieler                                                        | 91    |       |
| 2. Oktober  | Renatus Lwamosa Butibubage        | tansanischer Geistlicher, Bischof von Mwanza                                                             | 80    |       |
| 2. Oktober  | Dondi                             | US-amerikanischer Graffitikünstler                                                                       | 37    |       |
| 2. Oktober  | Sandschaasürengiin Dsorig         | mongolischer Politiker                                                                                   | 36    |       |
| 2. Oktober  | Olin Jeuck Eggen                  | US-amerikanischer Astronom                                                                               | 79    |       |
| 2. Oktober  | Olivier Gendebien                 | belgischer Automobilrennfahrer                                                                           | 74    |       |
| 2. Oktober  | Franz Kirsten                     | deutscher Unternehmer                                                                                    | 92    |       |
| 2. Oktober  | Otto Neunhoeffer                  | deutscher Chemiker                                                                                       | 93    |       |
| 2. Oktober  | Joachim Schwarz                   | deutscher Diakon, Kirchenmusiker, Komponist, Kirchenmusikdirektor, Herausgeber                           | 68    |       |
| 2. Oktober  | D. French Slaughter               | US-amerikanischer Politiker                                                                              | 73    |       |
| 2. Oktober  | Lily Zografou                     | griechische Journalistin und Schriftstellerin                                                            |       |       |
| 3. Oktober  | Hugo Batalla                      | uruguayischer Politiker und Vizepräsident                                                                | 72    |       |
| 3. Oktober  | David C. Evans                    | US-amerikanischer Informatiker                                                                           | 74    |       |
| 3. Oktober  | William Girometti                 | italienischer Maler                                                                                      | 74    |       |
| 3. Oktober  | Roddy McDowall                    | britischer Schauspieler                                                                                  | 70    |       |
| 3. Oktober  | Günther Willms                    | deutscher Jurist in hohen Justizbehörden und Bundesrichter                                               | 86    |       |
| 4. Oktober  | Jean-Pascal Delamuraz             | Schweizer Politiker (FDP)                                                                                | 62    |       |
| 4. Oktober  | Tony Shelly                       | neuseeländischer Automobilrennfahrer                                                                     | 61    |       |
| 5. Oktober  | Jacques Abram                     | US-amerikanischer Pianist und Musikpädagoge                                                              | 83    |       |
| 5. Oktober  | Hildegard Eppler                  | deutsche Lehrerin und erste Stadträtin in Schwäbisch Hall                                                | 100   |       |
| 5. Oktober  | Russell Herman                    | südafrikanischer Gitarrist und Musikproduzent                                                            | 44    |       |
| 5. Oktober  | Megs Jenkins                      | britische Schauspielerin                                                                                 | 81    |       |
| 5. Oktober  | Krzysztof Jung                    | polnischer Künstler, Maler und Grafiker                                                                  | 47    |       |
| 05. Oktober | Wolfram Felix Körner              | deutscher Autor, Verleger und Funkamateur                                                                |       |       |
| 5. Oktober  | Georges Matoré                    | französischer Romanist und Lexikologe                                                                    | 90    |       |
| 5. Oktober  | Federico Zeri                     | italienischer Kunsthistoriker und Kunstkritiker                                                          | 77    |       |
| 6. Oktober  | Alexander Gray                    | kanadischer Opernsänger (Bariton) und Musikpädagoge                                                      | 69    |       |
| 6. Oktober  | Jean-François Jenny-Clark         | französischer Kontrabassist                                                                              | 54    |       |
| 6. Oktober  | Stéphane Morin                    | kanadischer Eishockeyspieler                                                                             | 29    |       |
| 6. Oktober  | Alicia Parlá                      | kubanisch-US-amerikanische Tänzerin                                                                      | ~84   |       |
| 6. Oktober  | Otto Rüdiger                      | deutscher Physiker und Hochschullehrer                                                                   | 85    |       |
| 6. Oktober  | Joseph Sandler                    | englischer Psychoanalytiker, Arzt und Inhaber des „Freud Memorial Chair“ am University College in London | 71    |       |
| 06. Oktober | Guillaume Tell                    | französischer Leichtathlet                                                                               | 96    |       |
| 6. Oktober  | Jerome Weidman                    | US-amerikanischer Schriftsteller, Drehbuchautor und Dramatiker                                           | 85    |       |
| 7. Oktober  | Johan Bouman                      | niederländischer evangelischer Theologe                                                                  | 80    |       |
| 07. Oktober | Nellie Carrington                 | britische Leichtathletin                                                                                 | 82    |       |
| 7. Oktober  | Richard Cyert                     | US-amerikanischer Managementforscher                                                                     | 77    |       |
| 7. Oktober  | Ursula Falck                      | deutsche Politikerin (KPD), MdL                                                                          | 90    |       |
| 07. Oktober | Niilo Hartikka                    | finnischer Leichtathlet                                                                                  | 89    |       |
| 7. Oktober  | Sergius Heitz                     | deutscher katholischer und später orthodoxer Priester und Theologe                                       | 90    |       |
| 7. Oktober  | Arnold Jacobs                     | US-amerikanischer Musiker                                                                                | 83    |       |
| 7. Oktober  | Gladys Kuchta                     | US-amerikanische Sängerin in der Stimmlage Sopran                                                        | 83    |       |
| 7. Oktober  | Jozef Malovec                     | US-amerikslowakischer Komponist                                                                          | 65    |       |
| 8. Oktober  | Francisco Las Heras               | chilenischer Fußballspieler                                                                              | 84    |       |
| 8. Oktober  | West Nkosi                        | südafrikanischer Jazzmusiker                                                                             |       |       |
| 8. Oktober  | Glenn Spearman                    | US-amerikanischer Tenorsaxophonist                                                                       | 51    |       |
| 08. Oktober | Valerio Vallanía                  | argentinischer Leichtathlet                                                                              | 92    |       |
| 8. Oktober  | Anatol Vieru                      | rumänischer Komponist                                                                                    | 72    |       |
| 8. Oktober  | Zhang Chongren                    | chinesischer Künstler und Bildhauer                                                                      | 91    |       |
| 9. Oktober  | Bob Allen                         | US-amerikanischer Schauspieler                                                                           | 92    |       |
| 9. Oktober  | Beth Bonner                       | US-amerikanische Langstreckenläuferin                                                                    | 46    |       |
| 9. Oktober  | Trude Fontana                     | österreichische Schriftstellerin                                                                         | 88    |       |
| 9. Oktober  | George R. Irwin                   | US-amerikanischer Ingenieur                                                                              | 91    |       |
| 9. Oktober  | Doris Thalmer                     | deutsche Schauspielerin                                                                                  | 91    |       |
| 10. Oktober | Joseph Cates                      | US-amerikanischer Fernsehproduzent und Filmregisseur                                                     | 74    |       |
| 10. Oktober | Clark M. Clifford                 | US-amerikanischer Verteidigungsminister und Präsidentenberater                                           | 91    |       |
| 10. Oktober | Heino Gehrts                      | deutscher Märchen-, Mythen- und Sagenforscher                                                            | 85    |       |
| 10. Oktober | William Markowitz                 | US-amerikanischer Astronom                                                                               | 91    |       |
| 10. Oktober | Konstantin Antonowitsch Petrschak | russischer Physiker                                                                                      | 91    |       |
| 10. Oktober | Berta Rahm                        | Schweizer Architektin, Verlegerin und Frauenrechtlerin                                                   | 88    |       |
| 11. Oktober | Borisav Milojkovic Borra          | Magier, König der Taschendiebe                                                                           | 77    |       |
| 11. Oktober | Richard Denning                   | US-amerikanischer Schauspieler                                                                           | 84    |       |
| 11. Oktober | Murad Ferid                       | deutscher Rechtswissenschaftler und Hochschullehrer                                                      | 90    |       |
| 11. Oktober | Lars Theodor Jonsson              | schwedischer Skilangläufer                                                                               | 94    |       |
| 11. Oktober | Jürgen von Kempski                | deutscher Jurist, Philosoph und Sozialwissenschaftler                                                    | 88    |       |
| 11. Oktober | Franz Walter Müller               | deutscher Romanist                                                                                       | 86    |       |
| 12. Oktober | Jürgen Aschoff                    | deutscher Biologe und Verhaltensphysiologe                                                               | 85    |       |
| 12. Oktober | Jan Corazolla                     | deutscher Dirigent und Cellist                                                                           | 67    |       |
| 12. Oktober | Stefan Eisermann                  | deutscher Bildender Künstler, Maler und Mitglied des Potsdamer Kunstvereins                              | 55    |       |
| 12. Oktober | Oldřich Flosman                   | tschechischer Komponist                                                                                  | 73    |       |
| 12. Oktober | Bernhard Minetti                  | deutscher Theater-Schauspieler                                                                           | 93    |       |
| 12. Oktober | Doris Quarella                    | Schweizer Fotografin                                                                                     | 54    |       |
| 12. Oktober | Sata Ineko                        | japanische Schriftstellerin                                                                              | 94    |       |
| 12. Oktober | Matthew Shepard                   | US-amerikanisches Opfer eines antischwulen Hassverbrechens                                               | 21    |       |
| 12. Oktober | Wilson Allen Wallis               | US-amerikanischer Wirtschaftswissenschaftler                                                             | 85    |       |
| 13. Oktober | Albert Buysse                     | belgischer Radrennfahrer                                                                                 | 86    |       |
| 13. Oktober | Thomas Byberg                     | norwegischer Eisschnellläufer                                                                            | 82    |       |
| 13. Oktober | Ion Cubicec                       | salvadorianischer Musikpädagoge und Komponist                                                            | 80    |       |
| 13. Oktober | Mariano Gaviola y Garcés          | philippinischer Geistlicher, Erzbischof von Lipa                                                         | 76    |       |
| 13. Oktober | Johnny Williams                   | US-amerikanischer Jazzmusiker                                                                            | 90    |       |
| 14. Oktober | Adolf Althoff                     | deutscher Artist, Dompteur und Zirkusdirektor                                                            | 85    |       |
| 14. Oktober | Leopoldina Bălănuță               | rumänische Schauspielerin                                                                                | 63    |       |
| 14. Oktober | Werner Legère                     | deutscher Schriftsteller                                                                                 | 86    |       |
| 14. Oktober | Giorgio Oberweger                 | italienischer Diskuswerfer                                                                               | 84    |       |
| 15. Oktober | Rolf Agop                         | deutscher Dirigent und Hochschullehrer                                                                   | 90    |       |
| 15. Oktober | Colette Darfeuil                  | französische Schauspielerin                                                                              | 92    |       |
| 16. Oktober | Carlos Aldabe                     | argentinischer Fußballspieler und -trainer                                                               | 79    |       |
| 16. Oktober | Hugo Bork                         | deutscher Gewerkschafter und Politiker (SPD), Oberbürgermeister von Wolfsburg                            | 90    |       |
| 16. Oktober | Otto Kayser                       | deutscher Maler und Grafiker                                                                             | 82    |       |
| 16. Oktober | Wilhelm Landgraf                  | deutscher Bildhauer                                                                                      | 84    |       |
| 16. Oktober | Jon Postel                        | US-amerikanischer Informatiker und Internet-Pionier                                                      | 55    |       |
| 16. Oktober | Margaretha Vasalis                | niederländische Psychiaterin und Schriftstellerin                                                        | 89    |       |
| 17. Oktober | Antonio Agri                      | argentinischer klassischer und Tangoviolinist                                                            | 66    |       |
| 17. Oktober | Brian Dickson                     | kanadischer Richter, Vorsitzender des Obersten Gerichtshofes                                             | 82    |       |
| 17. Oktober | Heinz Fischer                     | deutscher Maler, Grafiker und Musiker                                                                    | 88    |       |
| 17. Oktober | Erich Hanke                       | deutscher Gartenarchitekt                                                                                | 86    |       |
| 17. Oktober | Colin Hardie                      | britischer Altphilologe und Professor                                                                    | 92    |       |
| 17. Oktober | Waldi Heidepriem                  | deutscher Jazzmusiker und Waagenbauer                                                                    | 68    |       |
| 17. Oktober | Joan Hickson                      | britische Schauspielerin                                                                                 | 92    |       |
| 17. Oktober | Jürgen Spanuth                    | deutscher Altphilologe, Pastor und Atlantisforscher                                                      | 91    |       |
| 17. Oktober | Karel Vohralík                    | tschechoslowakischer Eishockeyspieler                                                                    | 53    |       |
| 18. Oktober | Erhard Theodor Astler             | deutscher Maler, Grafiker und Zeichner                                                                   | 84    |       |
| 18. Oktober | Hans Hoof                         | deutscher Politiker (CDU), MdL                                                                           | 73    |       |
| 19. Oktober | Frank J. Brasco                   | US-amerikanischer Jurist und Politiker                                                                   | 66    |       |
| 19. Oktober | Fritz Honka                       | deutscher Serienmörder                                                                                   | 63    |       |
| 19. Oktober | Pier Carlo Masini                 | italienischer Sozialist, Historiker und Journalist                                                       | 75    |       |
| 19. Oktober | Karl Niemeyer                     | deutscher Fußballschiedsrichter                                                                          | 78    |       |
| 19. Oktober | Frank O’Beirne                    | US-amerikanischer Marineoffizier                                                                         |       |       |
| 19. Oktober | Christian Schiefer                | Schweizer Fotograf                                                                                       | 102   |       |
| 19. Oktober | Compton I. White junior           | US-amerikanischer Politiker                                                                              | 77    |       |
| 20. Oktober | John Didcott                      | südafrikanischer Jurist, Richter am Verfassungsgericht der Republik Südafrika                            | 67    |       |
| 20. Oktober | Gerhard Jahn                      | deutscher Politiker (SPD), MdB                                                                           | 71    |       |
| 20. Oktober | Jón Óskar                         | isländischer Dichter, Autor, Musiker und Übersetzer                                                      | 77    |       |
| 20. Oktober | Walter Langebeck                  | deutscher Politiker (SPD), MdL, MdB                                                                      | 88    |       |
| 20. Oktober | Dunstan Fitzgerald Robinson       | jamaikanischer Offizier                                                                                  | 78    |       |
| 20. Oktober | Alfred Roth                       | Schweizer Architekt, Designer und Hochschullehrer                                                        | 95    |       |
| 20. Oktober | Franz Tumler                      | österreichischer Schriftsteller                                                                          | 86    |       |
| 21. Oktober | Alec Cairncross                   | britischer Ökonom und Staatsbeamter                                                                      | 87    |       |
| 21. Oktober | Hendrik Joan Drossaart Lulofs     | niederländischer Altphilologe und Arabist                                                                | 92    |       |
| 21. Oktober | Nicholas Kemmer                   | britischer Physiker                                                                                      | 86    |       |
| 21. Oktober | Hillevi Lagerstam                 | finnische Schauspielerin                                                                                 | 75    |       |
| 21. Oktober | Hans Alfred Nieper                | deutscher Arzt                                                                                           | 70    |       |
| 21. Oktober | Alan Sainsbury, Baron Sainsbury   | britischer Manager, Unternehmer und Politiker                                                            | 96    |       |
| 21. Oktober | Francis W. Sargent                | US-amerikanischer Politiker                                                                              | 83    |       |
| 21. Oktober | Walter Schmiele                   | deutscher Schriftsteller und Übersetzer                                                                  | 89    |       |
| 21. Oktober | Ernst Simon                       | deutscher Missionar und Pastor der Siebenten-Tags-Adventisten, Bibelübersetzer                           | 95    |       |
| 21. Oktober | Vilmos Vajta                      | ungarisch-schwedischer lutherischer Theologe                                                             | 80    |       |
| 21. Oktober | Gerhard Wittner                   | deutscher Maler, Zeichner und Grafiker                                                                   | 72    |       |
| 22. Oktober | Eric Ambler                       | britischer Schriftsteller                                                                                | 89    |       |
| 22. Oktober | Burton M. Cross                   | US-amerikanischer Politiker, Gouverneur von Maine                                                        | 95    |       |
| 23. Oktober | Eero Laine                        | finnischer Biathlet                                                                                      | 72    |       |
| 23. Oktober | Barnett Slepian                   | US-amerikanischer Arzt                                                                                   | 52    |       |
| 23. Oktober | Silviu Stănculescu                | rumänischer Schauspieler                                                                                 | 66    |       |
| 23. Oktober | Wolfgang Wiefel                   | deutscher evangelischer Theologe und Professor                                                           | 69    |       |
| 23. Oktober | Andrea Wolf                       | deutsches PKK-Mitglied                                                                                   | 33    |       |
| 24. Oktober | Dennis Ayling                     | britischer Regisseur, Kameramann und Filmtechniker                                                       | 81    |       |
| 24. Oktober | Cor Bijster                       | niederländischer Radrennfahrer                                                                           | 75    |       |
| 24. Oktober | Giuseppe Dordoni                  | italienischer Leichtathlet und Olympiasieger                                                             | 72    |       |
| 24. Oktober | Anatoli Garšnek                   | estnischer Komponist                                                                                     | 79    |       |
| 24. Oktober | Alain Guillermou                  | französischer Romanist, Rumänist, Sprachpfleger und Übersetzer                                           | 85    |       |
| 24. Oktober | Franz Lazi                        | deutscher Industrie- und Werbefotograf sowie Dokumentarfilmer                                            | 76    |       |
| 25. Oktober | Horst Dohm                        | deutscher Politiker (CDU), Bezirksbürgermeister von Berlin-Wilmersdorf                                   | 68    |       |
| 25. Oktober | Dick Higgins                      | Komponist, Dichter und früher Fluxus-Künstler                                                            | 60    |       |
| 25. Oktober | Heinz Maegerlein                  | deutscher Sportjournalist                                                                                | 86    |       |
| 25. Oktober | Susan Strange                     | britische Sozialwissenschaftlerin                                                                        | 75    |       |
| 25. Oktober | Friedrich Türcke                  | deutscher Forstmann und Jagdwissenschaftler                                                              | 83    |       |
| 25. Oktober | Hans Dieter Zeidler               | deutscher Schauspieler und Synchronsprecher                                                              | 72    |       |
| 26. Oktober | Dries van Coillie                 | belgischer Missionar und Autor                                                                           | 86    |       |
| 26. Oktober | José Cardoso Pires                | portugiesischer Schriftsteller                                                                           | 73    |       |
| 26. Oktober | Iwasawa Kenkichi                  | japanischer Mathematiker                                                                                 | 81    |       |
| 26. Oktober | Johannes Mronz                    | deutscher Architekt                                                                                      | 68    |       |
| 26. Oktober | Selvarajan Yesudian               | indisch-schweizerischer Yogalehrer                                                                       | 82    |       |
| 27. Oktober | Bengt Borglund                    | schwedischer Diplomat                                                                                    | 76    |       |
| 27. Oktober | Alfred Gray                       | US-amerikanischer Mathematiker                                                                           | 59    |       |
| 27. Oktober | Rosamund John                     | britische Schauspielerin                                                                                 | 85    |       |
| 27. Oktober | Reidar Kvammen                    | norwegischer Fußballspieler                                                                              | 84    |       |
| 27. Oktober | Luis Prendes                      | spanischer Schauspieler                                                                                  | 85    |       |
| 27. Oktober | Gene Taylor                       | US-amerikanischer Politiker                                                                              | 70    |       |
| 28. Oktober | Cuthbert Alport, Baron Alport     | britischer Politiker, Mitglied des House of Commons                                                      | 86    |       |
| 28. Oktober | Tommy Flowers                     | englischer Ingenieur                                                                                     | 92    |       |
| 28. Oktober | James Goldman                     | US-amerikanischer Drehbuchautor und Schriftsteller                                                       | 71    |       |
| 28. Oktober | Lars von Haartman                 | finnischer Ornithologe und Zoologe                                                                       | 79    |       |
| 28. Oktober | Ted Hughes                        | englischer Schriftsteller                                                                                | 68    |       |
| 28. Oktober | Margaret Marley Modlin            | US-amerikanische Künstlerin des Surrealismus                                                             | 71    |       |
| 28. Oktober | Ingeborg Naß                      | deutsche Schauspielerin, Kabarettistin und Chansonsängerin                                               | 73    |       |
| 29. Oktober | Anthony J. Celebrezze             | US-amerikanischer Politiker                                                                              | 88    |       |
| 29. Oktober | Reine Flachot                     | französische Cellistin                                                                                   | 76    |       |
| 29. Oktober | Erhard Hampe                      | deutscher Bauingenieur                                                                                   | 70    |       |
| 29. Oktober | Hans Reinhardt                    | deutscher Politiker (SPD), MdL, Bürgermeister der Stadt Siegen                                           | 77    |       |
| 29. Oktober | Carl Zibung                       | Schweizer Fernsehmoderator                                                                               |       |       |
| 30. Oktober | Appelschnut                       | deutsche Tochter des Dichters Otto Ernst                                                                 | 101   |       |
| 30. Oktober | Vishram Bedekar                   | indischer Autor, Dramatiker und Regisseur des Marathi- und Hindi-Films                                   | 92    |       |
| 30. Oktober | Tobias Brocher                    | deutscher Psychiater, Psychoanalytiker und Sozialpsychologe                                              | 81    |       |
| 30. Oktober | Abdessadak Chkara                 | marokkanischer Musiker                                                                                   |       |       |
| 30. Oktober | Guido De Santi                    | italienischer Radrennfahrer                                                                              | 75    |       |
| 30. Oktober | Apo Lazaridès                     | französischer Radrennfahrer                                                                              | 73    |       |
| 30. Oktober | Paul Misraki                      | französischer Filmkomponist, Komponist und Schriftsteller                                                | 90    |       |
| 30. Oktober | Doris Schmauder                   | deutsche Bildhauerin und Malerin                                                                         | 69    |       |
| 30. Oktober | Bulldog Turner                    | US-amerikanischer American-Football-Spieler und -Trainer                                                 | 79    |       |
| 30. Oktober | Elmer Vasko                       | kanadischer Eishockeyspieler                                                                             | 62    |       |
| 30. Oktober | Heinz Westphal                    | deutscher Politiker (SPD), MdB                                                                           | 74    |       |
| 31. Oktober | Alexander Borell                  | deutscher Autor zahlreicher Unterhaltungs- und Fortsetzungsromane sowie Drehbuchautor                    | 84    |       |
| 31. Oktober | Helmut Brandt                     | deutscher Politiker (CDU), MdV                                                                           | 87    |       |
| 31. Oktober | Johnny Catron                     | US-amerikanischer Arrangeur, Songwriter und Bigband-Leader                                               | 82    |       |
| 31. Oktober | Régis Charlet                     | französischer Skispringer                                                                                | 78    |       |
| 31. Oktober | Kenneth Darling                   | britischer Heeresoffizier, General                                                                       | 89    |       |
| 31. Oktober | Bernard J. Dwyer                  | US-amerikanischer Politiker                                                                              | 77    |       |
| 31. Oktober | Gunther von Minnigerode           | deutscher Physiker                                                                                       | 69    |       |
| 31. Oktober | Hermine von Parish                | deutsche Textilkünstlerin, Kunsthistorikerin, Kunstlehrerin und Kunstsammlerin                           | 91    |       |
| Oktober     | Eugen Frey                        | deutscher Fußballspieler                                                                                 | 84    |       |
| Oktober     | Tron                              | deutscher Hacker und Phreaker                                                                            | 26    |       |

## November
| Tag          | Name                                 | Beruf, bekannt als                                                                          | Alter | Beleg |
| ------------ | ------------------------------------ | ------------------------------------------------------------------------------------------- | ----- | ----- |
| 1. November  | Georg Dietrich                       | deutscher Jurist, Oberbürgermeister (SPD)                                                   | 89    |       |
| 1. November  | Augusto Magli                        | italienischer Fußballspieler                                                                | 75    |       |
| 1. November  | Stanislaw Alexejewitsch Schuk        | russischer Eiskunstläufer und Eiskunstlauftrainer                                           | 63    |       |
| 1. November  | Heinz Dietrich Stoecker              | deutscher Botschafter                                                                       | 82    |       |
| 1. November  | Norbert Wollheim                     | deutscher Steuerberater, Mitglied des Zentralrats der Juden                                 | 85    |       |
| 2. November  | Franz Aschenbrenner                  | österreichischer Buchhändler, Heeresbergführer und Salzburger Original                      | 100   |       |
| 2. November  | Sverre Brodahl                       | norwegischer Skilangläufer                                                                  | 89    |       |
| 2. November  | Rolf Husberg                         | schwedischer Filmregisseur                                                                  | 90    |       |
| 2. November  | Jovelina Pérola Negra                | brasilianische Samba-Sängerin und -Komponistin                                              | 54    |       |
| 2. November  | Enric Sió                            | spanischer Comiczeichner und Illustrator                                                    | 56    |       |
| 2. November  | Camillo Valota                       | italienischer Pfarrer und Widerstandskämpfer gegen den Nationalsozialismus                  | 86    |       |
| 2. November  | Vincent Winter                       | britischer Schauspieler                                                                     | 50    |       |
| 3. November  | Helmuth Johannsen                    | deutscher Fußballtrainer                                                                    | 78    |       |
| 3. November  | Bob Kane                             | US-amerikanischer Comiczeichner, -autor und -redakteur                                      | 82    |       |
| 3. November  | Oriano Quilici                       | italienischer Geistlicher, römisch-katholischer Erzbischof und Diplomat des Heiligen Stuhls | 68    |       |
| 3. November  | Walter Wunderlich                    | österreichischer Mathematiker                                                               | 88    |       |
| 3. November  | Alfred Zacharias                     | deutscher Pädagoge, Grafiker und Schriftsteller                                             | 97    |       |
| 4. November  | Walter Bargatzky                     | deutscher Jurist, Staatssekretär und Präsident des Deutschen Roten Kreuzes                  | 88    |       |
| 4. November  | Helmut Claß                          | deutscher evangelischer Theologe und Landesbischof                                          | 85    |       |
| 4. November  | Marion Donovan                       | US-amerikanische Architektin und Erfinderin der Einwegwindel                                | 82    |       |
| 5. November  | Herbert Baade                        | deutscher Widerstandskämpfer gegen den Nationalsozialismus                                  | 86    |       |
| 5. November  | Harald Gutschow                      | deutscher Fremdsprachendidaktiker                                                           | 70    |       |
| 5. November  | Anna Henkel-Grönemeyer               | deutsche Schauspielerin                                                                     | 45    |       |
| 5. November  | Wilhelm Kindl                        | österreichischer Politiker (FPÖ), Abgeordneter zum Nationalrat                              | 81    |       |
| 6. November  | Mohammed Taki Abdoulkarim            | komorischer Politiker, Präsident der Komoren                                                |       |       |
| 6. November  | Günther Eckerland                    | deutscher Politiker (SPD), MdB                                                              | 78    |       |
| 6. November  | Louis Lucien Lepoix                  | französischer Industriedesigner                                                             | 80    |       |
| 6. November  | Niklas Luhmann                       | deutscher Soziologe                                                                         | 70    |       |
| 6. November  | Elias Nijmé                          | syrischer Erzbischof im Libanon                                                             | 78    |       |
| 6. November  | Ronald Penza                         | sambischer Politiker                                                                        |       |       |
| 6. November  | Hans Robert Pippal                   | österreichischer Maler                                                                      | 83    |       |
| 6. November  | Ulrich Schöllkopf                    | deutscher Chemiker                                                                          | 71    |       |
| 6. November  | Wolfgang Stresemann                  | deutscher Jurist, Buchautor, Orchesterintendant, Dirigent und Komponist                     | 94    |       |
| 7. November  | Francis Bott                         | deutscher Maler                                                                             | 94    |       |
| 7. November  | Agenore Fabbri                       | italienischer Bildhauer und Maler                                                           | 87    |       |
| 7. November  | Peter Heller                         | US-amerikanischer Germanist österreichischer Herkunft                                       | 78    |       |
| 7. November  | John Hunt, Baron Hunt                | britischer Offizier                                                                         | 88    |       |
| 7. November  | Luis Carlos Meyer                    | kolumbianischer Sänger und Komponist                                                        | 82    |       |
| 7. November  | Eleonore Staimer                     | deutsche Diplomatin (DDR)                                                                   | 92    |       |
| 8. November  | Rumer Godden                         | englische Schriftstellerin                                                                  | 90    |       |
| 8. November  | Thomas Henry Manning                 | britisch-kanadischer Polarforscher                                                          | 86    |       |
| 8. November  | Jean Marais                          | französischer Schauspieler und Bildhauer                                                    | 84    |       |
| 8. November  | Bill Takas                           | US-amerikanischer Jazzmusiker                                                               | 66    |       |
| 8. November  | Erol Taş                             | türkischer Schauspieler                                                                     | 72    |       |
| 8. November  | Richard Valdov                       | estnischer Fußballnationalspieler                                                           | 87    |       |
| 8. November  | Kurt Vollmer                         | deutscher Politiker (FDP), MdL                                                              | 64    |       |
| 8. November  | Max Wegner                           | deutscher Klassischer Archäologe                                                            | 96    |       |
| 8. November  | Ernst Ritter von Xylander            | deutscher Diplompsychologe, Philosoph und Astrologe                                         | 75    |       |
| 9. November  | Baya                                 | algerische Malerin und Keramikerin der Art Brut                                             | 66    |       |
| 9. November  | Roman Cycowski                       | polnisch-US-amerikanischer Sänger und Kantor, Mitglied der Comedian Harmonists              | 97    |       |
| 9. November  | William J. McCarthy                  | US-amerikanischer Gewerkschaftsführer                                                       | 79    |       |
| 9. November  | Hans Mehl                            | deutscher Autor und fränkischer Mundartdichter                                              | 84    |       |
| 9. November  | Robert Naeye                         | belgischer Radrennfahrer                                                                    | 81    |       |
| 9. November  | Ursula Reit                          | deutsche Schauspielerin                                                                     | 84    |       |
| 10. November | Jean Leray                           | französischer Mathematiker                                                                  | 92    |       |
| 10. November | Georg Liebsch                        | deutscher Gewichtheber                                                                      | 87    |       |
| 10. November | Mary Millar                          | britische Sängerin und Schauspielerin                                                       | 62    |       |
| 10. November | Hal Newhouser                        | US-amerikanischer Baseballspieler                                                           | 77    |       |
| 11. November | Walter Brandner                      | deutscher Politiker (NPD)                                                                   | 78    |       |
| 11. November | Frank Brimsek                        | US-amerikanischer Eishockeyspieler                                                          | 85    |       |
| 11. November | Gérard Grisey                        | französischer Komponist                                                                     | 52    |       |
| 11. November | Wolfgang Küßwetter                   | deutscher Orthopäde und Hochschullehrer                                                     | 58    |       |
| 11. November | Zdravko Lorković                     | jugoslawischer Insektenkundler (Entomologe)                                                 | 98    |       |
| 11. November | Manfred Maurer                       | österreichischer Schriftsteller                                                             | 40    |       |
| 11. November | Robert L. Metcalf                    | US-amerikanischer Entomologe                                                                | 81    |       |
| 11. November | Elvis Jacob Stahr junior             | US-amerikanischer Heeresminister und College-Präsident                                      | 82    |       |
| 12. November | Kenny Kirkland                       | US-amerikanischer Jazzpianist                                                               | 43    |       |
| 12. November | Gwendolyn Koldofsky                  | kanadische Pianistin und Musikpädagogin                                                     | 92    |       |
| 12. November | Sally Shlaer                         | US-amerikanische Informatikerin                                                             | 59    |       |
| 13. November | Arnulf Blasig                        | „Stuka“-Pilot der deutschen Luftwaffe und Ritterkreuzträger im Zweiten Weltkrieg            | 84    |       |
| 13. November | Joseph C. Brun                       | französisch-US-amerikanischer Kameramann                                                    | 91    |       |
| 13. November | Edwige Feuillère                     | französische Schauspielerin                                                                 | 91    |       |
| 13. November | Valerie Hobson                       | britische Schauspielerin                                                                    | 81    |       |
| 13. November | Red Holzman                          | US-amerikanischer Basketballspieler und -trainer                                            | 78    |       |
| 13. November | Anatols Imermanis                    | lettischer Schriftsteller und Maler                                                         | 83    |       |
| 13. November | Eric Orr                             | US-amerikanischer Maler und Installationskünstler                                           | 58    |       |
| 13. November | Hendrik Timmer                       | niederländischer Tennis-, Hockey-, Squash- und Golfspieler                                  | 94    |       |
| 13. November | Haimar Wedemeyer                     | deutscher Regattasegler                                                                     | 92    |       |
| 14. November | Jobst von Capelle                    | deutscher Brigadegeneral der Bundeswehr                                                     | 77    |       |
| 14. November | Albert Frey                          | schweizerisch-US-amerikanischer Architekt                                                   | 95    |       |
| 14. November | Rachel Holzer                        | polnisch-australische Schauspielerin des jiddischen Theaters                                | 99    |       |
| 14. November | Erik Nitsche                         | Schweizer Grafiker                                                                          | 90    |       |
| 14. November | Günter Ramke                         | deutscher Politiker (CDU), MdBB                                                             | 68    |       |
| 15. November | Stokely Carmichael                   | Bürgerrechtler Trinidad (Insel)                                                             | 57    |       |
| 15. November | Laurence Gandar                      | südafrikanischer Journalist                                                                 | 83    |       |
| 15. November | Jack Gelineau                        | kanadischer Eishockeytorwart                                                                | 74    |       |
| 15. November | Seymour L. Gross                     | US-amerikanischer Literaturwissenschaftler                                                  | 72    |       |
| 15. November | Leo Aloysius Pursley                 | US-amerikanischer Geistlicher, Bischof von Fort Wayne-South Bend                            | 96    |       |
| 16. November | Johanna Bassermann                   | deutsche Film- und Theaterschauspielerin                                                    | 92    |       |
| 16. November | Ludvík Daněk                         | tschechischer Leichtathlet (Diskuswerfer)                                                   | 61    |       |
| 16. November | Sílvio Elia                          | brasilianischer Romanist, Lusitanist, Brasilianist und Linguist                             | 85    |       |
| 16. November | Fritz Getlinger                      | deutscher Fotograf                                                                          | 87    |       |
| 16. November | Eberhard Matthes                     | deutscher Heimatforscher und Denkmalpfleger, Ehrenbürger von Elsterwerda                    | 83    |       |
| 16. November | Christel Rupke                       | deutsche Schwimmerin                                                                        | 79    |       |
| 16. November | Claude Serre                         | französischer Cartoonzeichner                                                               | 60    |       |
| 16. November | J. D. Sumner                         | US-amerikanischer Sänger                                                                    | 73    |       |
| 17. November | Cornelia Bouman                      | niederländische Tennisspielerin                                                             | 94    |       |
| 17. November | Ike Carpenter                        | US-amerikanischer Jazzmusiker (Piano) und Bandleader                                        | 78    |       |
| 17. November | Weeb Ewbank                          | US-amerikanischer American-Football-Spieler und -Trainer                                    | 91    |       |
| 17. November | Efim Geller                          | sowjetischer Schachmeister                                                                  | 73    |       |
| 17. November | Gösta Liebert                        | schwedischer Indologe                                                                       | 82    |       |
| 17. November | Kenneth McDuff                       | US-amerikanischer Serienmörder                                                              | 52    |       |
| 17. November | Jacques Médecin                      | französischer Kommunalpolitiker                                                             | 70    |       |
| 17. November | Dick O’Neill                         | US-amerikanischer Schauspieler                                                              | 70    |       |
| 17. November | Louis-Edmond Pettiti                 | französischer Jurist, Richter am Europäischen Gerichtshof für Menschenrechte                | 82    |       |
| 17. November | Kurt Plenzat                         | deutscher Luftwaffenoffizier                                                                | 84    |       |
| 17. November | Esther Rolle                         | US-amerikanische Schauspielerin                                                             | 78    |       |
| 17. November | Joel Rosen                           | US-amerikanischer klassischer Pianist                                                       | 70    |       |
| 18. November | Norma Connolly                       | US-amerikanische Schauspielerin                                                             | 71    |       |
| 18. November | Ludwig Pielen                        | deutscher Pflanzenbauwissenschaftler                                                        | 88    |       |
| 18. November | Falk Wagner                          | österreichischer evangelischer Theologe                                                     | 59    |       |
| 19. November | Lucília do Carmo                     | portugiesische Fado-Sängerin                                                                | 79    |       |
| 19. November | Charles Courtenay, 17. Earl of Devon | britischer Aristokrat und Politiker                                                         | 82    |       |
| 19. November | Louis Dumont                         | französischer Anthropologe                                                                  |       |       |
| 19. November | Heinrich Fries                       | deutscher römisch-katholischer Theologe                                                     | 86    |       |
| 19. November | Tetsuya Theodore Fujita              | japanischer Sturmforscher                                                                   | 78    |       |
| 19. November | Joseph Heinrich Kaiser               | deutscher Rechtswissenschaftler                                                             | 77    |       |
| 19. November | Earl Kim                             | US-amerikanischer Komponist und Musikpädagoge                                               | 78    |       |
| 19. November | Alan J. Pakula                       | US-amerikanischer Regisseur, Filmproduzent und Drehbuchautor                                | 70    |       |
| 19. November | Rudolf Rumetsch                      | deutscher Verwaltungsjurist, Landrat und Ministerialbeamter                                 | 77    |       |
| 19. November | Hugo Michael Sekyra                  | österreichischer Manager                                                                    | 57    |       |
| 19. November | Louis Ugona                          | französischer Fußballspieler                                                                | 87    |       |
| 20. November | Roland Alphonso                      | jamaikanischer Tenorsaxofonist                                                              | 67    |       |
| 20. November | Peter Beck-Mannagetta                | österreichischer Geologe und Mineraloge                                                     | 81    |       |
| 20. November | Howard Emmons                        | US-amerikanischer Physiker                                                                  | 86    |       |
| 20. November | Hans Gerke                           | deutscher Heimatforscher                                                                    |       |       |
| 20. November | Meredith Gourdine                    | US-amerikanischer Weitspringer und Ingenieur                                                | 69    |       |
| 20. November | John Grimek                          | US-amerikanischer Gewichtheber und Bodybuilder                                              | 88    |       |
| 20. November | Mario Orozco Rivera                  | mexikanischer Maler                                                                         | 68    |       |
| 20. November | Galina Wassiljewna Starowoitowa      | russische Menschenrechtsaktivistin, Ethnologin und Politikerin                              | 52    |       |
| 21. November | Walentin Michailowitsch Bereschkow   | sowjetischer Dolmetscher, Diplomat und Journalist                                           | 82    |       |
| 21. November | Dariusch Foruhar                     | iranischer Oppositioneller                                                                  | 69    |       |
| 21. November | Jotamont                             | kap-verdischer Musiker und Komponist                                                        | 85    |       |
| 21. November | Karl Nüßgens                         | deutscher Jurist, Bundesrichter am Bundesgerichtshof                                        | 84    |       |
| 21. November | Tadeusz Paciorkiewicz                | polnischer Komponist, Organist und Musikpädagoge                                            | 82    |       |
| 21. November | Fabian Ver                           | philippinischer Generalstabschef                                                            | 78    |       |
| 22. November | Wladimir Petrowitsch Demichow        | russischer Pionier der Transplantationschirurgie                                            | 82    |       |
| 22. November | Rolando Laserie                      | kubanischer Sänger                                                                          | 75    |       |
| 22. November | Harry Lehmann                        | deutscher Physiker                                                                          | 74    |       |
| 22. November | Frank Brian Mercer                   | britischer Ingenieur und Erfinder                                                           | 70    |       |
| 22. November | Heinz Neumüller                      | deutscher Manager                                                                           | 78    |       |
| 22. November | Sidney Pollard                       | britischer Wirtschaftshistoriker                                                            | 73    |       |
| 22. November | Heinrich Toeplitz                    | deutscher Jurist, Präsident des Obersten Gerichts der DDR und Politiker (CDU), MdV          | 84    |       |
| 22. November | Stu Ungar                            | US-amerikanischer Poker- und Gin-Rummy-Spieler                                              | 45    |       |
| 23. November | Hans-Georg Dorendorf                 | deutscher Politiker (CDU), MdVK, MdB                                                        | 56    |       |
| 23. November | Irmgard Eilenstein                   | deutsche Unternehmertochter, Mitglied der Industriellenfamilie Krupp von Bohlen und Halbach | 86    |       |
| 23. November | Ingeborg Feustel                     | deutsche Schriftstellerin                                                                   | 72    |       |
| 23. November | Estanislau Arnoldo Van Melis         | niederländischer Ordensgeistlicher, Bischof von São Luís de Montes Belos                    | 87    |       |
| 23. November | Dan Osman                            | US-amerikanischer Extremsportler                                                            | 35    |       |
| 23. November | Ralph Phillips                       | US-amerikanischer Mathematiker                                                              | 85    |       |
| 23. November | Eugen Seiterle                       | Schweizer Handballspieler                                                                   | 84    |       |
| 23. November | Abdul Majid Zabuli                   | afghanischer Politiker                                                                      | 102   |       |
| 24. November | Hans Otto Bäumer                     | deutscher Gewerkschafter und Politiker (SPD), MdL                                           | 71    |       |
| 24. November | John Chadwick                        | britischer Altphilologe                                                                     | 78    |       |
| 24. November | Arnold Käch                          | Schweizer Offizier, Skisportler und -funktionär                                             | 84    |       |
| 24. November | Nicholas Kurti                       | ungarisch-britischer Tieftemperaturphysiker                                                 | 90    |       |
| 24. November | Gerda Munsinger                      | angebliche deutsche Prostituierte und Spionin                                               | 69    |       |
| 24. November | Hansjörg Oeschger                    | deutscher Forstwissenschaftler                                                              | 90    |       |
| 24. November | Liselotte Pieser                     | deutsche Volkswirtin und Politikerin (CDU), MdB                                             | 80    |       |
| 24. November | Theodore Strongin                    | US-amerikanischer Komponist, Musikkritiker und Entomologe                                   | 79    |       |
| 24. November | Kassian Waldner                      | italienischer Missionar                                                                     | 57    |       |
| 25. November | Erich Eyermann                       | deutscher Jurist                                                                            | 92    |       |
| 25. November | Hans Fitze                           | deutscher Schauspieler, Hörspielsprecher, Regisseur und Theaterintendant                    | 95    |       |
| 25. November | Nelson Goodman                       | US-amerikanischer Philosoph                                                                 | 92    |       |
| 25. November | Anwar Misbah                         | ägyptischer Gewichtheber                                                                    | 85    |       |
| 25. November | Enrico Sabbatini                     | italienischer Kostümbildner und Szenenbildner                                               | 66    |       |
| 25. November | Gert Schlechtriem                    | deutscher Volkskundler und Museumsdirektor                                                  | 69    |       |
| 26. November | Ox Emerson                           | US-amerikanischer Footballspieler und -trainer                                              | 90    |       |
| 26. November | Đuro Kokša                           | kroatischer Geistlicher, Weihbischof in Zagreb                                              | 76    |       |
| 26. November | Felix Zwolanowski                    | deutscher Fußballspieler                                                                    | 86    |       |
| 27. November | Barbara Acklin                       | US-amerikanische Soulsängerin und Songschreiberin                                           | 55    |       |
| 27. November | Moshé Flato                          | französischer Mathematiker                                                                  | 61    |       |
| 27. November | Martin Gurule                        | US-amerikanischer Strafgefangener                                                           | 29    |       |
| 27. November | Walter S. G. Kohn                    | deutsch-amerikanischer Politikwissenschaftler, Hochschullehrer und Autor                    | 75    |       |
| 27. November | Herman Murray                        | kanadischer Eishockeyspieler                                                                | 88    |       |
| 27. November | Rudolf Stössel                       | Schweizer Lehrer, Puppenspieler und Musiktheoretiker                                        | 94    |       |
| 28. November | Marcel Boumon                        | belgischer Radrennfahrer                                                                    | 79    |       |
| 28. November | William Demas                        | Politiker und Manager aus Trinidad und Tobago und erster Generalsekretär der CARICOM        | 69    |       |
| 28. November | Dante Fascell                        | US-amerikanischer Politiker                                                                 | 81    |       |
| 28. November | Frederick William Freking            | US-amerikanischer Geistlicher, Bischof von La Crosse                                        | 85    |       |
| 28. November | Hemaiag Bedros XVII. Guedikian       | libanesischer Geistlicher, Patriarch des armenisch-katholischen Patriarchats von Kilikien   | 93    |       |
| 28. November | Rita Hester                          | US-amerikanische Transsexuelle                                                              |       |       |
| 28. November | Pépé Kallé                           | kongolesischer Musiker und Sänger                                                           | 46    |       |
| 28. November | Antanas Minkevičius                  | litauischer Botaniker, Phytopathologe und Mykologe                                          | 98    |       |
| 28. November | Hans Mohl                            | deutscher Fernsehmoderator                                                                  | 69    |       |
| 28. November | Joseph Schmitt                       | deutscher Jurist                                                                            | 90    |       |
| 28. November | Kerry Thornley                       | US-amerikanischer Autor, Mitbegründer des Diskordianismus                                   | 60    |       |
| 29. November | Roy Benavídez                        | US-amerikanischer Soldat                                                                    | 63    |       |
| 29. November | Mischa Damjan                        | deutscher Kinderbuchautor                                                                   | 84    |       |
| 29. November | Gino De Dominicis                    | italienischer Konzeptkünstler und Maler                                                     | ≈51   |       |
| 29. November | Maurice Gatsonides                   | niederländischer Automobilrennfahrer und Unternehmer                                        | 87    |       |
| 29. November | Giant Haystacks                      | britischer Wrestler und Schauspieler                                                        | 52    |       |
| 29. November | Heinrich Holkenbrink                 | deutscher Pädagoge und Politiker (CDU), MdL, MdB                                            | 78    |       |
| 29. November | Frank Latimore                       | US-amerikanischer Schauspieler                                                              | 73    |       |
| 29. November | Brigitte Meng                        | schweizerische Schriftstellerin und Lyrikerin                                               | 66    |       |
| 29. November | George Van Eps                       | US-amerikanischer Jazzgitarrist                                                             | 85    |       |
| 30. November | Claus Ahrens                         | deutscher Archäologe                                                                        | 73    |       |
| 30. November | Alfo Ferrari                         | italienischer Radrennfahrer                                                                 | 74    |       |
| 30. November | Rudolf Häring                        | deutscher Chirurg                                                                           | 70    |       |
| 30. November | Erich Kriemer                        | deutscher Schriftsteller                                                                    | 72    |       |
| 30. November | Erhard Mäding                        | deutscher Verwaltungsjurist                                                                 | 89    |       |
| 30. November | Francesco Messina Denaro             | italienischer Mafioso                                                                       | 70    |       |
| 30. November | Philip Sterling                      | US-amerikanischer Schauspieler und Jazz-Pianist                                             | 76    |       |
| 30. November | Margaret Walker                      | US-amerikanische Schriftstellerin, Dichterin und Hochschullehrerin                          | 83    |       |
| November     | Eva-Maria Görgen                     | deutsche Opern-, Operetten- und Musicalsängerin                                             |       |       |
| November     | Gustave Malécot                      | französischer Mathematiker                                                                  | 86    |       |
| November     | Queenie McKenzie                     | australische Künstlerin aus dem Kimberley                                                   |       |       |

## Dezember
| Tag          | Name                            | Beruf, bekannt als                                                                                              | Alter | Beleg |
| ------------ | ------------------------------- | --- | ----- | ----- |
| 1. Dezember  | Aischa Abd ar-Rahman            | ägyptische Schriftstellerin und Literaturwissenschaftlerin                                                      | 85    |       |
| 1. Dezember  | Hans Rudolf Gestewitz           | deutscher HNO-Arzt und führender Militärmediziner in der DDR                                                    | 76    |       |
| 1. Dezember  | Albert de Klerk                 | niederländischer Organist, Dirigent, Komponist und Hochschullehrer                                              | 81    |       |
| 1. Dezember  | Lothar Kröpelin                 | deutscher Fußballspieler                                                                                        | 61    |       |
| 1. Dezember  | Guido Leoni                     | italienischer Drehbuchautor und Filmregisseur                                                                   | 78    |       |
| 1. Dezember  | Alexander Molzahn               | deutscher Cellist und Hochschullehrer                                                                           | 91    |       |
| 1. Dezember  | Bertil Nordahl                  | schwedischer Fußballspieler                                                                                     | 81    |       |
| 1. Dezember  | William R. Perl                 | österreichisch-US-amerikanischer Geschäftsmann, Offizier in der U.S. Army, Psychologe, jüdisch-zionistischer... | 92    |       |
| 1. Dezember  | Friedrich-Karl von Plehwe       | deutscher Offizier und Diplomat, Generalsekretär der Westeuropäischen Union (1974–1977)                         | 86    |       |
| 1. Dezember  | Vsevolod Setschkareff           | russisch-deutscher Literaturwissenschaftler, Slawinist                                                          | 84    |       |
| 1. Dezember  | Peter Terrid                    | deutscher Schriftsteller                                                                                        | 49    |       |
| 1. Dezember  | Freddie Young                   | britischer Kameramann und Filmregisseur                                                                         | 96    |       |
| 2. Dezember  | Roy Burrowes                    | US-amerikanischer Jazz-Trompeter                                                                                | 68    |       |
| 2. Dezember  | Bob Haggart                     | US-amerikanischer Jazzmusiker, Bassist, Arrangeur, Komponist                                                    | 84    |       |
| 2. Dezember  | Albert Höver                    | deutscher Politiker (CDU), MdL                                                                                  | 87    |       |
| 2. Dezember  | Gerda-Maria Jürgens             | deutsche Volksschauspielerin                                                                                    | 81    |       |
| 2. Dezember  | Horst Katzor                    | deutscher Ingenieur und Politiker (SPD), Oberbürgermeister von Essen (1969–1984)                                | 80    |       |
| 2. Dezember  | Oda Mikio                       | japanischer Leichtathlet                                                                                        | 93    |       |
| 2. Dezember  | Reinhold Rüdiger                | deutscher Schauspieler, Dramaturg, Regisseur und Intendant                                                      | 72    |       |
| 2. Dezember  | Wadim Georgijewitsch Solowjow   | russischer Physiker                                                                                             | 73    |       |
| 3. Dezember  | Paolo Enrico Arias              | italienischer Klassischer Archäologe                                                                            | 91    |       |
| 3. Dezember  | Wilhelm Böllersen               | deutscher Politiker (SPD), MdL                                                                                  | 93    |       |
| 3. Dezember  | Pierre Hétu                     | kanadischer Dirigent und Pianist                                                                                | 62    |       |
| 3. Dezember  | Albert Semjonowitsch Leman      | russischer Komponist                                                                                            | 83    |       |
| 3. Dezember  | George Murcell                  | britischer Schauspieler                                                                                         | 73    |       |
| 3. Dezember  | Chad Silver                     | schweizerisch-kanadischer Eishockeyspieler                                                                      | 29    |       |
| 4. Dezember  | Otto Furter                     | Schweizer Fotograf                                                                                              | 93    |       |
| 4. Dezember  | Egil Johansen                   | norwegisch-schwedischer Jazzmusiker                                                                             | 64    |       |
| 4. Dezember  | Pio Nock                        | Schweizer Clown und Hochseilartist                                                                              | 77    |       |
| 5. Dezember  | Giovanni Cecchetti              | US-amerikanischer Autor, Romanist und Italianist italienischer Herkunft                                         |       |       |
| 5. Dezember  | Jean Fenwick                    | Schauspielerin                                                                                                  | 91    |       |
| 5. Dezember  | Albert Gore senior              | US-amerikanischer Politiker                                                                                     | 90    |       |
| 5. Dezember  | Albert Ohlmeyer                 | deutscher Benediktiner und Abt der Abtei Neuburg bei Heidelberg                                                 | 93    |       |
| 5. Dezember  | Emiel Rogiers                   | belgischer Radrennfahrer                                                                                        | 75    |       |
| 5. Dezember  | Ettore Rossi                    | Schweizer Kinderarzt                                                                                            | 83    |       |
| 6. Dezember  | Vicente de Paulo Araújo Matos   | brasilianischer Geistlicher, Bischof von Crato                                                                  | 80    |       |
| 6. Dezember  | César Baldaccini                | französischer Bildhauer und Plastiker                                                                           | 77    |       |
| 6. Dezember  | Georges Borgeaud                | Schweizer Schriftsteller                                                                                        | 84    |       |
| 6. Dezember  | Max Eckard                      | deutscher Schauspieler, Hörspiel- und Synchronsprecher                                                          | 84    |       |
| 6. Dezember  | Michael Zaslow                  | US-amerikanischer Film- und Theaterschauspieler sowie Drehbuchautor                                             | 54    |       |
| 7. Dezember  | John Addison                    | britischer Komponist                                                                                            | 78    |       |
| 7. Dezember  | Daniel Lee Corwin               | US-amerikanischer Serienmörder                                                                                  | 40    |       |
| 7. Dezember  | Helmut Donat                    | deutscher Pädagoge und Psychologe                                                                               | 89    |       |
| 7. Dezember  | Voitto Hellsten                 | finnischer Sprinter und Politiker, Mitglied des Reichstags                                                      | 66    |       |
| 7. Dezember  | Demetrio Mansilla Reoyo         | spanischer Geistlicher, Bischof von Ciudad Rodrigo                                                              | 88    |       |
| 7. Dezember  | Carlos Oviedo Cavada            | chilenischer Ordensgeistlicher, katholischer Kardinal und Erzbischof                                            | 71    |       |
| 7. Dezember  | Martin Rodbell                  | US-amerikanischer Biochemiker                                                                                   | 73    |       |
| 7. Dezember  | Paul Tholey                     | deutscher Psychologe                                                                                            | 61    |       |
| 7. Dezember  | Stephan Verosta                 | österreichischer Völkerrechtler                                                                                 | 89    |       |
| 8. Dezember  | Andreas Birkner                 | deutscher Schriftsteller, Lehrer und Pfarrer                                                                    | 87    |       |
| 8. Dezember  | Hamilton H. Howze               | US-amerikanischer General der Army                                                                              | 89    |       |
| 8. Dezember  | Horst Kempe                     | deutscher Kunsthändler                                                                                          | 91    |       |
| 8. Dezember  | Ger Klein                       | niederländischer Physiker, Politiker, Abgeordneter und Staatssekretär                                           | 73    |       |
| 8. Dezember  | Odo J. Struger                  | österreichisch-US-amerikanischer Informatiker                                                                   |       |       |
| 8. Dezember  | Willy Witte                     | deutscher Schauspieler                                                                                          | 90    |       |
| 9. Dezember  | Gertrud Jaklin                  | österreichische Juristin und Richterin                                                                          | 82    |       |
| 9. Dezember  | Bill Looby                      | US-amerikanischer Fußballspieler                                                                                | 67    |       |
| 9. Dezember  | Klaus Matthiesen                | deutscher Politiker (SPD), MdL                                                                                  | 57    |       |
| 9. Dezember  | Archie Moore                    | US-amerikanischer Boxer                                                                                         | 81    |       |
| 9. Dezember  | Ferdinand Preindl               | österreichischer Eisschnellläufer                                                                               | 86    |       |
| 9. Dezember  | Yves Raguin                     | französischer Sinologe und Jesuit                                                                               |       |       |
| 10. Dezember | Walter Horten                   | deutscher Luftfahrtpionier                                                                                      | 85    |       |
| 10. Dezember | Heinz P. Kemper                 | deutscher Industriemanager und Vorstandsvorsitzender der Stinnes AG sowie der VEBA AG                           | 95    |       |
| 10. Dezember | Marthe Létourneau               | kanadische Sängerin und Gesangslehrerin                                                                         | 82    |       |
| 10. Dezember | Kamal Messaoudi                 | algerischer Musiker und Komponist                                                                               | 37    |       |
| 10. Dezember | Wang Ganchang                   | chinesischer Physiker                                                                                           | 91    |       |
| 11. Dezember | Ángel Díaz                      | argentinischer Tangosänger                                                                                      | 70    |       |
| 11. Dezember | Josef Endres                    | deutscher Gewerkschafter und Politiker (SPD), MdL                                                               | 71    |       |
| 11. Dezember | André Lichnerowicz              | französischer Mathematiker und Physiker                                                                         | 83    |       |
| 11. Dezember | Jacques Monfrin                 | französischer Romanist und Mediävist                                                                            | 74    |       |
| 11. Dezember | Ambros Josef Pfiffig            | österreichischer Etruskologe                                                                                    | 88    |       |
| 11. Dezember | Gunter Rettner                  | deutscher Politiker (SED)                                                                                       | 56    |       |
| 11. Dezember | Chucho Sanoja                   | venezolanischer Komponist, Arrangeur, Orchesterleiter und Pianist                                               | 72    |       |
| 11. Dezember | Anton Stankowski                | deutscher Grafikdesigner, Fotograf und Maler                                                                    | 92    |       |
| 11. Dezember | Max Streibl                     | bayerischer Politiker (CSU)                                                                                     | 66    |       |
| 12. Dezember | Johann Blaschek                 | österreichisch-französischer Fußballspieler und Trainer                                                         | 85    |       |
| 12. Dezember | Lawton Chiles                   | US-amerikanischer Politiker, Gouverneur von Florida                                                             | 68    |       |
| 12. Dezember | Marco Denevi                    | argentinischer Journalist, Jurist und Schriftsteller                                                            | 76    |       |
| 12. Dezember | Rudolf Fischer                  | deutscher Theater- und Fernsehpuppenspieler                                                                     | 78    |       |
| 12. Dezember | Hanfried Krüger                 | deutscher evangelisch-lutherischer Theologe und Autor                                                           | 84    |       |
| 12. Dezember | Margarete Mewes                 | deutsche Aufseherin im KZ Ravensbrück                                                                           | 84    |       |
| 12. Dezember | Orion                           | US-amerikanischer Sänger                                                                                        | 53    |       |
| 12. Dezember | Ernst Srock                     | deutscher Pädagoge und Politiker (GB/BHE), MdB                                                                  | 82    |       |
| 12. Dezember | Mo Udall                        | US-amerikanischer Politiker und Basketballspieler                                                               | 76    |       |
| 13. Dezember | Helene Adolf                    | österreichisch-amerikanische Literaturwissenschaftlerin und Linguistin                                          | 102   |       |
| 13. Dezember | Lew Grade                       | britischer Filmproduzent ukrainischer Herkunft                                                                  | 91    |       |
| 13. Dezember | Dietrich Hofmann                | deutscher Mediävist und Hochschullehrer                                                                         | 74    |       |
| 13. Dezember | Dudleigh Shetliffe              | australischer Hochspringer                                                                                      | 82    |       |
| 13. Dezember | Nathan Edward Tolbert           | US-amerikanischer Biochemiker und Pflanzenphysiologe                                                            | 79    |       |
| 13. Dezember | Willem den Toom                 | niederländischer Generalleutnant und Politiker (VVD)                                                            | 87    |       |
| 13. Dezember | Norbert Zongo                   | burkinischer Journalist                                                                                         | 49    |       |
| 14. Dezember | Johann Cilenšek                 | deutscher Komponist und Vizepräsident der Akademie der Künste der DDR                                           | 85    |       |
| 14. Dezember | Vittorio Cottafavi              | italienischer Filmregisseur und Drehbuchautor                                                                   | 84    |       |
| 14. Dezember | Norman Fell                     | US-amerikanischer Schauspieler                                                                                  | 74    |       |
| 14. Dezember | James A. Jensen                 | US-amerikanischer Paläontologe                                                                                  | 80    |       |
| 14. Dezember | Ernst Simon                     | deutscher Zeitungsverleger                                                                                      | 77    |       |
| 14. Dezember | Will Tremper                    | deutscher Journalist und Filmemacher                                                                            | 70    |       |
| 15. Dezember | Eligius Dekkers                 | belgischer Ordensgeistlicher, Theologe und Benediktiner                                                         | 83    |       |
| 15. Dezember | Friedrich Jahn                  | österreichischer Gastronom und Gründer der Wienerwald-Kette                                                     | 74    |       |
| 15. Dezember | Virgil Kinzel                   | Bendiktiner, Abt des Klosters Rohr                                                                              | 88    |       |
| 15. Dezember | Günter Klein                    | deutscher Jurist und Politiker (CDU), MdBB, MdB                                                                 | 68    |       |
| 15. Dezember | Jan Meyerowitz                  | deutsch-US-amerikanischer Komponist, Dirigent, Pianist und Schriftsteller                                       | 85    |       |
| 15. Dezember | Robert Paul                     | französischer Leichtathlet                                                                                      | 88    |       |
| 15. Dezember | Eugen Stadelmann                | österreichischer Lehrer und Heimatdichter                                                                       | 79    |       |
| 16. Dezember | Clay Blair                      | US-amerikanischer Historiker und Sachbuchautor                                                                  | 73    |       |
| 16. Dezember | William Gaddis                  | US-amerikanischer Schriftsteller                                                                                | 75    |       |
| 16. Dezember | Jean de Montrémy                | französischer Automobilrennfahrer und Rennwagenkonstrukteur                                                     | 85    |       |
| 16. Dezember | Franz K. Opitz                  | Schweizer Maler und Fotograf                                                                                    | 82    |       |
| 17. Dezember | Karl Bohrmann                   | deutscher Maler, Zeichner und Druckgrafiker                                                                     | 70    |       |
| 17. Dezember | Alberto Jover Piamonte          | philippinischer Geistlicher, Erzbischof von Jaro                                                                | 64    |       |
| 18. Dezember | Lew Stepanowitsch Djomin        | sowjetischer Kosmonaut                                                                                          | 72    |       |
| 18. Dezember | Mykola Dremljuha                | ukrainischer Komponist und Hochschullehrer                                                                      | 81    |       |
| 18. Oktober  | Frédéric Fitting                | Schweizer Fechter                                                                                               | 96    |       |
| 18. Dezember | Gabriele Giannantoni            | italienischer Philosoph und Politiker, Mitglied der Camera dei deputati                                         | 66    |       |
| 18. Dezember | Georgi Iossifowitsch Gurewitsch | sowjetisch-russischer Science-Fiction-Autor                                                                     | 81    |       |
| 18. Dezember | Harry Haddock                   | schottischer Fußballspieler                                                                                     | 73    |       |
| 18. Dezember | Edwin Moise                     | US-amerikanischer Mathematiker                                                                                  | 79    |       |
| 18. Dezember | Gilberto Muñoz                  | chilenischer Fußballspieler                                                                                     | 75    |       |
| 18. Dezember | Martha Pässold                  | deutsche DBD-Funktionärin, MdV                                                                                  | 87    |       |
| 18. Dezember | Max Wehrli                      | Schweizer Literaturwissenschaftler und Germanist                                                                | 89    |       |
| 19. Dezember | Cully Dahlstrom                 | US-amerikanischer Eishockeyspieler                                                                              | 85    |       |
| 19. Dezember | Mel Fisher                      | US-amerikanischer Schatzsucher und Tauchpionier                                                                 | 76    |       |
| 19. Dezember | Arno Kölblin                    | deutscher Boxer                                                                                                 | 87    |       |
| 19. Dezember | Qian Zhongshu                   | chinesischer Schriftsteller und Gelehrter                                                                       | 88    |       |
| 20. Dezember | André Dewavrin                  | französischer Gründer des Nachrichtendienstes der Freien Franzosen                                              | 87    |       |
| 20. Dezember | Skip Etchells                   | US-amerikanischer Segler, Bootsbauer und Yachtkonstrukteur                                                      | 87    |       |
| 20. Dezember | Irene Hervey                    | US-amerikanische Schauspielerin                                                                                 | 89    |       |
| 20. Dezember | Alan Lloyd Hodgkin              | englischer Biochemiker und Nobelpreisträger                                                                     | 84    |       |
| 20. Dezember | Miklós Sárkány                  | ungarischer Wasserballspieler                                                                                   | 90    |       |
| 21. Dezember | Gilbert Charles-Picard          | französischer Klassischer Archäologe                                                                            | 85    |       |
| 21. Dezember | Adelaide Hawley Cumming         | US-amerikanische Schauspielerin und Hörfunkmorderatorin                                                         | 93    |       |
| 21. Dezember | Sándor Ivády                    | ungarischer Wasserballspieler                                                                                   | 95    |       |
| 21. Dezember | Emilio Mignone                  | argentinischer Anwalt                                                                                           | 76    |       |
| 21. Dezember | Albert Monier                   | französischer Fotograf                                                                                          | 83    |       |
| 21. Dezember | Ernst Günther Schenck           | deutscher Arzt bei Wehrmacht und SS                                                                             | 94    |       |
| 21. Dezember | Béla Szőkefalvi-Nagy            | ungarischer Mathematiker                                                                                        | 85    |       |
| 21. Dezember | Jerzy Topolski                  | polnischer Historiker                                                                                           | 70    |       |
| 21. Dezember | Richard Gordon Turnbull         | britischer Kolonialbeamter und einziger Generalgouverneur von Tanganjika                                        | 89    |       |
| 22. Dezember | Eric Arnlind                    | schwedischer Schachspieler                                                                                      | 76    |       |
| 22. Dezember | Hermann Creutzenberg            | deutscher Politiker (NSDAP, CDU), MdL                                                                           | 75    |       |
| 22. Dezember | Dodo                            | deutsche Malerin und Zeichnerin                                                                                 | 91    |       |
| 22. Dezember | Robert Haynes                   | kanadischer Genetiker und Biophysiker                                                                           | 67    |       |
| 22. Dezember | Richard Krams                   | deutscher Berufspädagoge, Direktor eines Chemieunternehmens (SED), MdV                                          | 78    |       |
| 22. Dezember | Donald Soper, Baron Soper       | britischer Geistlicher der Methodistischen Kirche und Politiker                                                 | 95    |       |
| 23. Dezember | Quirin Amper Jr.                | deutscher Komponist                                                                                             | 63    |       |
| 23. Dezember | Hans-Volkmar Herrmann           | klassischer Archäologe                                                                                          | 76    |       |
| 23. Dezember | Johannes Kaptain                | deutscher Politiker (CDU), MdL                                                                                  | 72    |       |
| 23. Dezember | Dieter Kienast                  | Schweizer Landschaftsarchitekt                                                                                  | 53    |       |
| 23. Dezember | David Manners                   | kanadischer Schauspieler                                                                                        | 98    |       |
| 23. Dezember | Anatoli Naumowitsch Rybakow     | russischer Schriftsteller                                                                                       | 87    |       |
| 23. Dezember | Michelle Thomas                 | US-amerikanische Schauspielerin                                                                                 | 30    |       |
| 23. Dezember | Pierre Vallières                | kanadischer Journalist, Autor und Politiker                                                                     | 60    |       |
| 24. Dezember | Syl Apps                        | kanadischer Eishockeyspieler, -trainer und Stabhochspringer                                                     | 83    |       |
| 24. Dezember | Rita Corita                     | niederländische Akkordeonistin, Sängerin und Schauspielerin                                                     | 81    |       |
| 24. Dezember | Margot Friedländer              | deutsche Jazz- und Schlagersängerin                                                                             | 81    |       |
| 24. Dezember | Matt Gillies                    | schottischer Fußballspieler und -trainer                                                                        | 77    |       |
| 24. Dezember | James P. Gould                  | US-amerikanischer Geotechniker                                                                                  |       |       |
| 24. Dezember | Peter Janssens                  | deutscher Musiker, Komponist und Mitbegründer des Sacro Pop                                                     | 64    |       |
| 24. Dezember | Daan Kagchelland                | niederländischer Segler und Olympiasieger                                                                       | 84    |       |
| 24. Dezember | Irving Segal                    | US-amerikanischer Mathematiker                                                                                  | 80    |       |
| 24. Dezember | Peter Seum                      | deutscher Schauspieler                                                                                          | 49    |       |
| 25. Dezember | Katharina Brauren               | deutsche Schauspielerin                                                                                         | 88    |       |
| 25. Dezember | Damita Jo                       | US-amerikanische Sängerin                                                                                       | 68    |       |
| 25. Dezember | Hans Oeschger                   | Schweizer Geophysiker, Professor für Physik und Klimaforscher                                                   | 71    |       |
| 25. Dezember | John Pulman                     | englischer Snookerspieler                                                                                       | 75    |       |
| 26. Dezember | Remigius Bäumer                 | deutscher katholischer Theologe                                                                                 | 80    |       |
| 26. Dezember | Helge Brilioth                  | schwedischer Opernsänger                                                                                        | 67    |       |
| 26. Dezember | Rudolf Eberhard                 | deutscher Politiker (CSU), MdL und Volkswirt                                                                    | 84    |       |
| 26. Dezember | Hurd Hatfield                   | irischer Schauspieler US-amerikanischer Abstammung                                                              | 81    |       |
| 26. Dezember | Helmut Mahlke                   | deutscher Offizier, Generalleutnant der Bundeswehr                                                              | 85    |       |
| 26. Dezember | Gerhard Maywald                 | deutscher SS-Obersturmführer                                                                                    | 85    |       |
| 26. Dezember | Karl Schneider                  | deutscher Mediävist und Runologe                                                                                | 86    |       |
| 26. Dezember | Reinhard Schober                | deutscher Forstwissenschaftler                                                                                  | 92    |       |
| 26. Dezember | Arthur Sérès                    | französischer Radrennfahrer                                                                                     | 84    |       |
| 26. Dezember | Ram Swarup                      | indischer Publizist                                                                                             | 78    |       |
| 26. Dezember | Marcel Seynaeve                 | belgischer Radrennfahrer                                                                                        | 82    |       |
| 27. Dezember | Erich Feldmann                  | römisch-katholischer Priester, Kirchenhistoriker und Augustinusforscher                                         | 69    |       |
| 27. Dezember | Anne Holm                       | dänische Journalistin und Jugendbuchautorin                                                                     | 76    |       |
| 27. Dezember | Nand Peeters                    | belgischer (flämischer) Gynäkologe und Wissenschaftler                                                          | 80    |       |
| 27. Dezember | Ricardo Tormo                   | spanischer Motorradrennfahrer                                                                                   | 46    |       |
| 28. Dezember | Herbert Fechner                 | deutscher Politiker (SED), MdV                                                                                  | 85    |       |
| 28. Dezember | Heinrich Hiltermann             | deutscher Paläontologe                                                                                          | 87    |       |
| 28. Dezember | Edgar Howhannisjan              | armenischer Komponist                                                                                           | 68    |       |
| 28. Dezember | Ronald Huntington               | kanadischer Politiker der Progressiv-konservativen Partei (PC)                                                  | 77    |       |
| 28. Dezember | William M. Hutchison            | britischer Biologe                                                                                              | 74    |       |
| 28. Dezember | Gunnar Johansson                | schwedischer Psychologe                                                                                         | 87    |       |
| 28. Dezember | April Kent                      | US-amerikanische Schauspielerin                                                                                 | 63    |       |
| 28. Dezember | Hedwig Lülsdorf                 | deutsche Kommunalpolitikerin und Heimatforscherin                                                               | 63    |       |
| 28. Dezember | Werner Müller                   | deutscher Autor, Komponist, Dirigent, Arrangeur und Orchesterleiter                                             | 78    |       |
| 28. Dezember | Shorty Rollins                  | US-amerikanischer NASCAR-Rennfahrer                                                                             | 69    |       |
| 28. Dezember | Bjørn Watt-Boolsen              | dänischer Schauspieler, Theaterleiter und Regisseur                                                             | 75    |       |
| 29. Dezember | Hubert Deschamps                | französischer Schauspieler                                                                                      | 75    |       |
| 29. Dezember | Peter Fürst                     | deutsch-US-amerikanischer Journalist und Schriftsteller                                                         | 88    |       |
| 29. Dezember | Willem Kersters                 | belgischer Komponist                                                                                            | 69    |       |
| 29. Dezember | Jack D. Moore                   | US-amerikanischer Szenenbildner                                                                                 | 92    |       |
| 29. Dezember | Jacob Müller                    | Schweizer Möbeldesigner, Architekt, Werklehrer und Publizist                                                    | 93    |       |
| 29. Dezember | Karl Östreicher                 | deutscher Landwirt und Politiker (CDU), MdL                                                                     | 67    |       |
| 29. Dezember | Jeanne Stern                    | Übersetzerin und Drehbuchautorin                                                                                | 90    |       |
| 29. Dezember | Don Taylor                      | US-amerikanischer Regisseur, Drehbuchautor, Filmproduzent, Schauspieler                                         | 78    |       |
| 29. Dezember | Patras Yusaf                    | pakistanischer Geistlicher                                                                                      | 62    |       |
| 30. Dezember | Joan Brossa                     | spanischer Schriftsteller und Plastikkünstler                                                                   | 79    |       |
| 30. Dezember | Ernst Ender                     | deutscher Jurist und Landrat                                                                                    | 97    |       |
| 30. Dezember | Jean-Claude Forest              | französischer Comiczeichner                                                                                     | 68    |       |
| 30. Dezember | Michaela Geiger                 | deutsche Politikerin (CSU), MdB                                                                                 | 55    |       |
| 30. Dezember | Walker Hancock                  | US-amerikanischer Bildhauer                                                                                     | 97    |       |
| 30. Dezember | Rune Johansson                  | schwedischer Eishockeyspieler                                                                                   | 78    |       |
| 30. Dezember | Keisuke Kinoshita               | japanischer Filmregisseur, Drehbuchautor und Filmproduzent                                                      | 86    |       |
| 30. Dezember | Johnny Moore                    | US-amerikanischer Rhythm-and-Blues-Sänger und Songwriter                                                        | 64    |       |
| 30. Dezember | George Joseph Popják            | ungarisch-britischer Biochemiker                                                                                | 84    |       |
| 30. Dezember | Karl Heinz Rechinger            | österreichischer Botaniker                                                                                      | 92    |       |
| 30. Dezember | Otto Wachs                      | deutscher Bankier, Manager in der Schifffahrtsindustrie und Regattasegler                                       | 89    |       |
| 30. Dezember | Ludwig Wühr                     | deutscher Schauspieler                                                                                          | 91    |       |
| 31. Dezember | Ernst Ferber                    | deutscher General des Heeres der Bundeswehr                                                                     | 84    |       |
| 31. Dezember | Werner Gysin                    | Schweizer Mathematiker                                                                                          | 83    |       |
| 31. Dezember | Paula Kohlhaupt                 | deutsche Bergsteigerin, Botanikerin und Fotografin                                                              | 94    |       |
| 31. Dezember | Dominique de Ménil              | US-amerikanische Kunstmäzenin                                                                                   | 90    |       |
| 31. Dezember | Erling Norvik                   | norwegischer Politiker, Mitglied des Storting und Journalist                                                    | 70    |       |
| 31. Dezember | George Șerban                   | rumänischer Journalist, Politiker und Schriftsteller                                                            | 44    |       |
| 31. Dezember | Ferdinand Springer              | deutscher Maler und Grafiker                                                                                    | 91    |       |
| 31. Dezember | Orlandus Wilson                 | US-amerikanischer Gospelsänger und Arrangeur                                                                    | 81    |       |
| Dezember     | Paul Apak Angilirq              | kanadischer Drehbuchautor und Filmproduzent                                                                     |       |       |
| Dezember     | Oswald Julen                    | Schweizer Skilangläufer                                                                                         | 86    |       |
| Dezember     | Mohammad Mokhtari               | iranischer Schriftsteller und Opfer der Kettenmorde                                                             | 56    |       |